# 大島流
大島流（おおしまりゅう）とは、大島吉綱（1588年 - 1657年）が創始した素槍を使った槍術である。十文字槍や鍵槍や薙刀術も伝承していた。大島流は素槍の流派で、1丈8尺5寸（約3.6m弱）の長い槍を使う。槍術は次男の雲平常久に受け継がれ、彼の号を取って草庵流とも呼ばれた。
子孫は代々紀州藩槍術師範を務め、幕末まで続いた。宝蔵院流槍術の名人高田吉次と試合し、一旦は追い込まれるものの油断した又兵衛の袖を突いて面目を施した。以来素槍を使用する大島流は、片鎌槍を使う宝蔵院流と対立している。